# Толмачово (Парабельський район)
Толмачо́во (рос. Толмачёво) — село у складі Парабельського району Томської області, Росія. Входить до складу Парабельського сільського поселення.

## Населення
Населення — 261 особа (2010; 261 у 2002).
Національний склад (станом на 2002 рік):
- росіяни — 93 %